# Cerro Jazmín
Cerro Jazmín es una zona arqueológica localizada en el norte del estado mexicano de Oaxaca. Se trata de una de las poblaciones urbanas más representativas del período Clásico de la cultura mixteca, aunque como el resto de los yacimientos arqueológicos mixtecos de este período, ha sido poco estudiado y se desconoce en buena medida su papel en la historia de la región.

## Características
Cerro Jazmín fue construida durante la fase Ramos temprana, correspondiente a la mitad del primer milenio a. C., y al Preclásico Medio mesoamericano. Es uno de los primeros sitios urbanos de la Mixteca que contó con arquitectura pública, por lo que es presumible que haya sido uno de los principales centros de poder en el valle de Yanhuitlán. Parcialmente abandonado en la transición de la fase Ramos Temprana a la fase Ramos Media; las construcciones de Cerro Jazmín fueron remozadas en la fase Las Flores, al tiempo que aparecieron otras numerosas urbes en los valles de la Mixteca Alta. Durante esa época, la localidad alcanzó una superficie de 228 ha, que la convierten en uno de los principales espacios urbanos en toda la región de Oaxaca en su tiempo, rivalizando en extensión con sitios como Monte Albán y Jalieza en Los Valles, o los sitios grandes de la Mixteca como Yucuita, Monte Negro, Yucuñudahui, y Huamelulpan.
Cerro Jazmín contaba con varias plazas públicas construidas sobre terrazas artificiales. Dichas plazas contaban con varias pequeñas pirámides en torno a las cuales se organizaba el resto de las construcciones de la ciudad. Cerro Jazmín continuó habitada durante el periodo Posclásico, y hasta la Conquista Española cuando fue la cabecera/capital del gran yuhuitayu (cacicazgo o reino) de Yanhuitlan o Yodzocahi. Dentro de una década, bajo de la supervisión de los españoles, reubicaron el "pueblo viejo" de Yanhuitlan de Cerro Jazmín al extremo norte del Valle de Yanhuitlan, donde se queda hasta la fecha. El reino/cacicazgo fue uno de los más grandes e importantes de la Mixteca durante la época Posclásica y la colonia española, y se calcula que la ciudad de Yanhuitlan tenía una población de más que 25,000 habitantes durante el siglo XVI.